# Baroniet Adelswärd

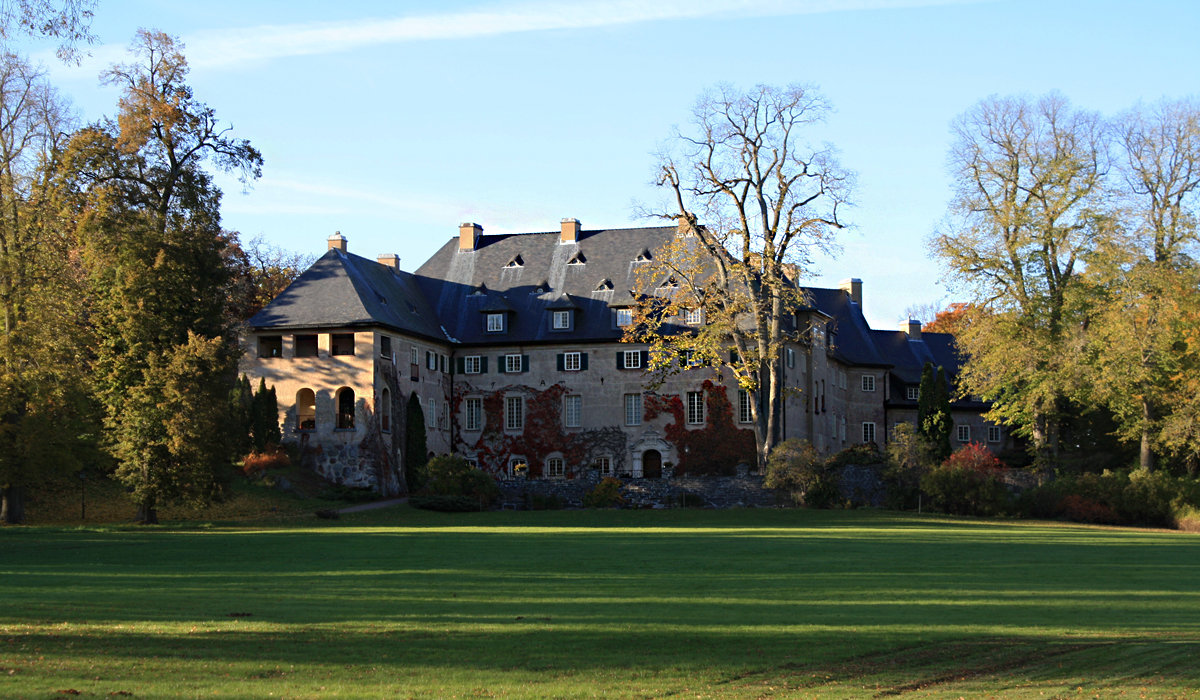
Adelsnäs, säte för baroniet Adelswärd

Baroniet Adelswärd var ett fideikommiss som erhöll kunglig stadfästelse 1783 och blev därmed Sveriges enda baroni. Titeln och namnet baron Adelswärd tillkom fideikommissets innehavare. Huvudgård i baroniet var Adelsnäs i Åtvids socken i Östergötlands län. Johan Adelswärd (1718–1785), som blivit friherre år 1770, var stiftare av baroniet. Baroniet förvaltar en av Sveriges största privata egendomar. 
År 1964 avskaffades fideikommiss i Sverige och baroniet omvandlades då till fideikommissaktiebolag, Baroniet Adelswärd AB. Nuvarande vd är friherre Gustaf Adelswärd.

## Innehavare

### Fideikommissarier
- Stiftades år 1781 av landshövdingen friherre Johan Adelsvärd, f 1718, d 1785
- 1785–1810 av sonen, översten baron Erik Göran Adelswärd, f 1751, d 1810
- 1810–1852 av sonen, överstekammarjunkaren baron Johan Carl Adelswärd, f 1776, d 1852,
- 1852–1868 av sonen, överstekammarjunkaren baron Erik Adelswärd, f 1813, d 1868,
- 1868–1887 av kusinen, kammarherren baron August Theodor Adelswärd, f 1803, d 1887,
- 1887–1900 av sonen, underlöjtnanten baron Axel Reinhold August Adelswärd, f 1828, d 1900,
- 1900–1929 av sonen, statsrådet baron Axel Theodor Adelswärd, f 1860, d 1929,
- 1929–c. 1970 av dennes son, godsägaren baron Eric-Göran Douglas Adelswärd, f 1909, d. 1986.
- c. 1970–1972 av dennes son, hovjägmästaren baron Johan Theodor Adelswärd, f 1936, d 2023.

### Verkställande direktörer
- Stiftades år 1972 av hovjägmästaren baron Johan Theodor Adelswärd, f 1936, d 2023.
- 2005–idag av dennes son, friherre Gustaf Adelswärd, f 1964.